# Borsodgeszt
Borsodgeszt é um município da Hungria, situado no condado de Borsod-Abaúj-Zemplén. Tem 15,06 km² de área e sua população em 2015 foi estimada em 259 habitantes.